# اچ‌ام‌اس داشر (دی۳۷)
اچ‌ام‌اس داشر (دی۳۷) یا دَشر (به انگلیسی: HMS Dasher (D37)) یک کشتی بود که طول آن ۴۹۲٫۲۵ فوت (۱۵۰٫۰۴ متر) بود. این کشتی در سال ۱۹۴۱ ساخته شد.
این کشتی به‌عنوان یک ناو هواپیمابر نیروی دریایی سلطنتی بریتانیا، از کلاس اونجر، از کشتی‌های تجاری تبدیل شده و یکی از کوتاه‌ترین ناوبرهای پشتیبانی بود. اچ‌ام‌اس داشر (دی۳۷) در جنگ جهانی دوم خدمت کرد و در ۲۷ مارس ۱۹۴۳ غرق شد.